# McWhinnie Peak
McWhinnie Peak är en bergstopp i Antarktis. Den ligger i Östantarktis. Nya Zeeland gör anspråk på området. Toppen på McWhinnie Peak är 1 204 meter över havet, eller 29 meter över den omgivande terrängen. Bredden vid basen är 1,0 km.
Terrängen runt McWhinnie Peak är lite bergig. Trakten är obefolkad. Det finns inga samhällen i närheten. 
Bergstoppen är uppkallad efter den amerikanska polarforskaren Mary Alice McWhinnie.